# تپه تاکاتوری

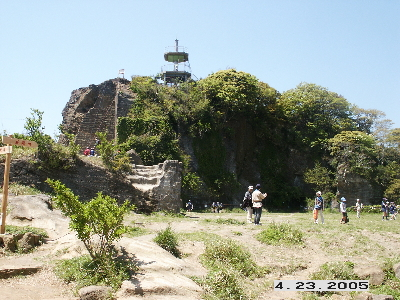
تپهٔ تاکاتوری یاما.

تپهٔ تاکاتوری یاما (به ژاپنی: 鷹取山 takatoriyama) در استان کاناگاوا (神奈川県) است و یکی از تپه‌های می‌اورا محسوب می‌شود. ارتفاع این تپه ۱۹۳ متر است.  